# 甘肃野丁香
甘肃野丁香（学名：Leptodermis purdomii）为茜草科野丁香属下的一个种。

## 扩展阅读
- 維基物種上的相關：甘肃野丁香